# Wii Party
Wii Party ist ein Partyspiel, welches von Nd Cube und Nintendo SPD entwickelt und von Nintendo 2010 für die Wii veröffentlicht wurde.

## Verschiedene Arten der Spiele
Folgende Spielarten sind in Wii Party vertreten:

### Gesellschaftsspiele
Hierbei handelt es sich um Brettspiele wie zum Beispiel Insel der Abenteuer, in welchem die Spieler versuchen, die Spitze eines Berges als Erster durch Würfeln zu erreichen.

### Minispiele
Hier findet man eine klassische Minispielsammlung. Die Sammlung beinhaltet über 80 Minispiele. Es stehen außerdem verschiedene Modi zur Auswahl, zum Beispiel freies Spiel oder Minispiel-Turnier.

### Teamspiele
Hierbei handelt es sich um Teamspiele, welche zu zweit gemeinsam gespielt werden.

### Zimmerspiele
Hierbei handelt es sich um Spiele, in welchen zum Beispiel die Wii-Fernbedienungen von einem Spieler im Wohnzimmer versteckt und diese dann von den anderen Spielern wiedergefunden werden müssen.

## Nachfolger
Der Nachfolger von Wii Party heißt Wii Party U und erschien im Oktober 2013 für die Wii U.

## Rezeption
Wii Party hat international mittelmäßige Wertungen erhalten. Die Rezensionsdatenbank Metacritic aggregiert beispielsweise 42 Rezensionen zu einem Gesamtwert von 68.
Hannes Obermeier von Gamezoom lobt die Quantität an verfügbaren Minispielen sowie das Preis-Leistungs-Verhältnis. Von der Fachpresse wird primär die Grafik des Spiels und der Sound.
Der Spieleratgeber-NRW bewertet das Spiel, insbesondere auch aus pädagogischer Sicht sehr positiv.

„Besonders ist der Aspekt herauszuheben, dass die spielende Zielgruppe, wie bei guten klassischen Brettspielen auch, bei Betrachtung des Alters sehr breit gefächert angesprochen wird. In den mit Kindern durchgeführten Spielsituationen war ganz besonders die Möglichkeit, dass sehr junge Spieler mit älteren gemeinsam und sehr spaßbetont spielen, ein besonderes Merkmal dieses Spieletitels. Auch das familiäre, generationsübergreifende Spielerlebnis und die damit verbundene wichtige Annäherung von Jung und Alt ist aus spielpädagogischer Sicht eine herausragende Möglichkeit, die mit dem Spiel genutzt werden kann. Wii Party versteht es durch die ansprechende, zwanglose und kreative Umsetzung der Spielidee wie kaum ein anderes Spiel, gruppenbetonte Spielerlebnisse von Spielern nahezu jeden Alters zu ermöglichen“

Das Spiel konnte sich rund 9,35 Millionen Mal verkaufen, womit es zu den meistverkauften Spielen der Wii gehört.